# Angry Birds Blast
Angry Birds Blast — компьютерная игра в жанре головоломки, разработанная Bandai Namco Studios и изданная компанией Rovio Entertainment.

## Игровой процесс
В игре необходимо удалять с игрового поля воздушные шарики. Для того, чтобы удалить шарики, необходимо, чтобы хотя бы 2 шарика одинакового цвета находились рядом. На каждом из уровней выбирается определённая цель. Так, часто необходимо лопнуть особые шарики, напоминающие игровых персонажей («птиц» или «свиней»). В других уровнях необходимо сделать так, чтобы конкретный шарик поднялся наверх. Как и в остальных играх Angry Birds, на игровом поле может находиться дерево и стекло, мешающее игроку. В игре можно заработать бонусы, позволяющие удалить большое количество воздушных шариков. В игре есть три бонуса: ракета (выдаётся за удаление 5 шариков), бомба (7 шариков), лазер (9 шариков). Ракета позволяет удалить одну строку или столбец, лазер удаляет все шары одного цвета. 
В игре доступны усиления, например, дополнительные ходы. Их можно приобрести за «серебряные монеты», которые зарабатываются в игре, или за «золотые монеты», доступные при совершении покупок в игре. 

## Оценки
| Сводный рейтинг | Сводный рейтинг |
| Агрегатор       | Оценка          |
| --------------- | --------------- |
| Metacritic      | 66/100          |

По мнению Macworld (обзор составлял Эндрю Хэйвард), Angry Birds Blast — «достойная игра», которая «представляет собой лучшую, чем другие игры Angry Birds, попытку использовать бренд для этого вида головоломки». Однако там игру сочли «скучной» и «похожей на другие головоломки». По мнению Phone Arena (автор обзора — М. Дамиан), «игра доставляет удовольствие, проходить её было сложно даже с внутриигровыми покупками». 

## Последующие игры
Далее появилась игра Angry Birds Blast Island, разработанная MYBO Games и выпущенная в некоторых странах в 2018 году. В данный момент[когда?] игра ещё не выпущена глобально, но был выпущен спин-офф игры Angry Birds Dream Blast. В нём персонажи-птицы более молодые, чем в других играх, такие, как в фильме Angry Birds в кино. В Dream Blast используется физика. 